# John H. Overton
John Holmes Overton, född 17 september 1875 i Marksville, Louisiana, död 14 maj 1948 i Bethesda, Maryland, var en amerikansk politiker (demokrat). Han representerade delstaten Louisiana i båda kamrarna av USA:s kongress, först i representanthuset 1931-1933 och sedan i senaten från 1933 fram till sin död.
Overton utexaminerades 1895 från Louisiana State University. Han avlade 1897 juristexamen vid Tulane University och inledde 1898 sin karriär som advokat i Alexandria.
Kongressledamoten James Benjamin Aswell avled 1931 i ämbetet och efterträddes av Overton. Sittande senatorn Edwin S. Broussard besegrades av Overton i demokraternas primärval inför senatsvalet 1932. Overtons resultat påverkades av att han fick ett starkt stöd från senator Huey Long som hade en unik maktställning i Louisiana. Overton vann sedan själva senatsvalet. Trots anklagelser om valfusk från Broussards sida fick Overton tillträda som senator för Louisiana 4 mars 1933. Senaten undersökte fallet Long och Overton fram till 1934 med det utfallet att båda fick sitta kvar. Overton omvaldes 1938 och 1944.
Ett domslut från år 1944 fastställde att demokraterna i Texas måste tillåta svarta väljare att delta i partiets primärval. Många vita sydstatspolitiker uppträdde då i offentligheten och bedyrade att de ville hålla de svarta utanför den demokratiska processen. Overton var en av dem som underströk vikten av den vita rasens överhöghet: "The South, at all costs, will maintain the rule of white supremacy."
Overton avled 1948 i ämbetet och efterträddes av William C. Feazel. Overtons grav finns på Mount Olivet Cemetery i Pineville. Systersonen Overton Brooks var ledamot av USA:s representanthus 1937-1961.